# Station de tramway
 (février 2010).
Si vous disposez d'ouvrages ou d'articles de référence ou si vous connaissez des sites web de qualité traitant du thème abordé ici, merci de compléter l'article en donnant les références utiles à sa vérifiabilité et en les liant à la section « Notes et références ».

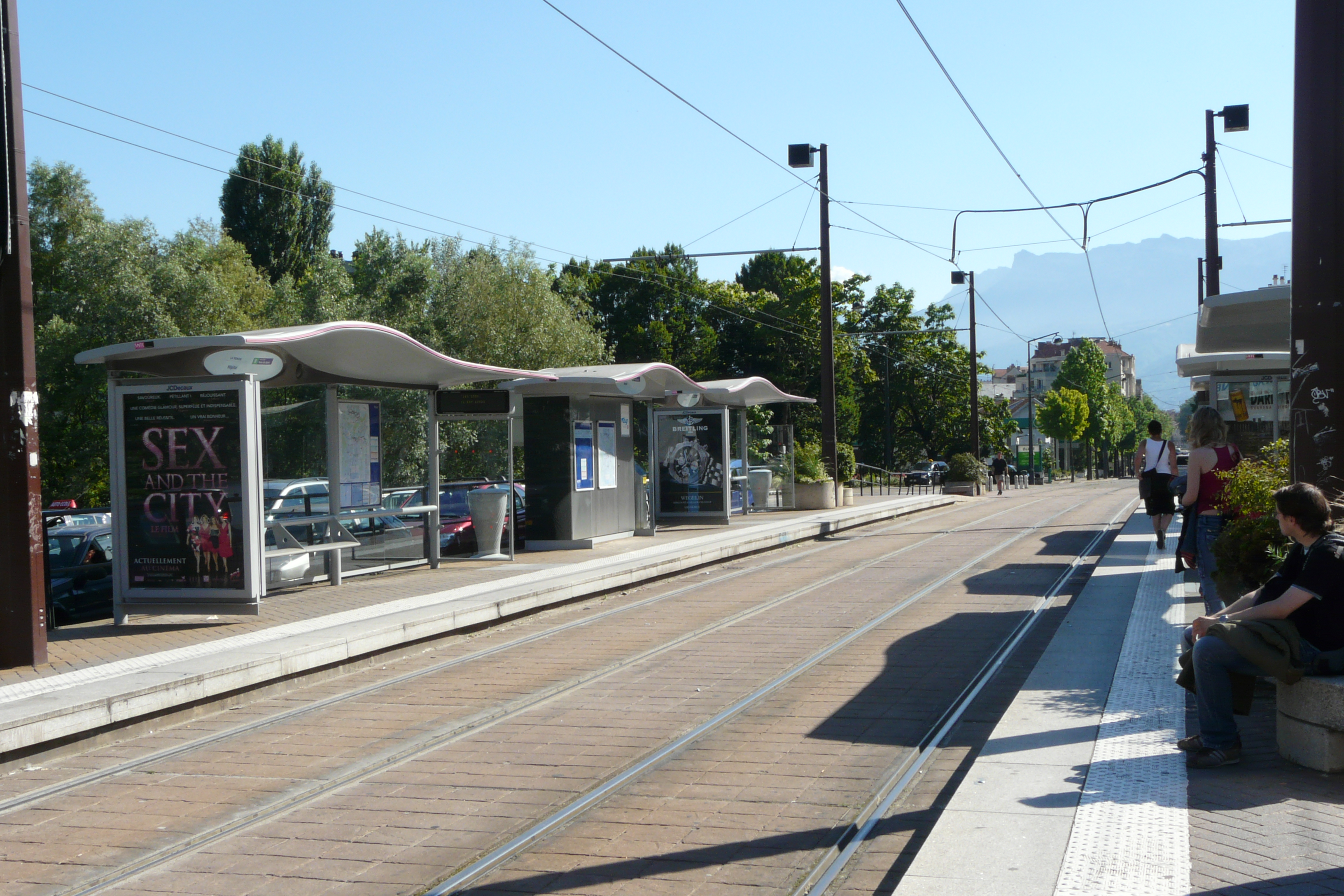
La station La Tronche Hôpital du tramway de Grenoble

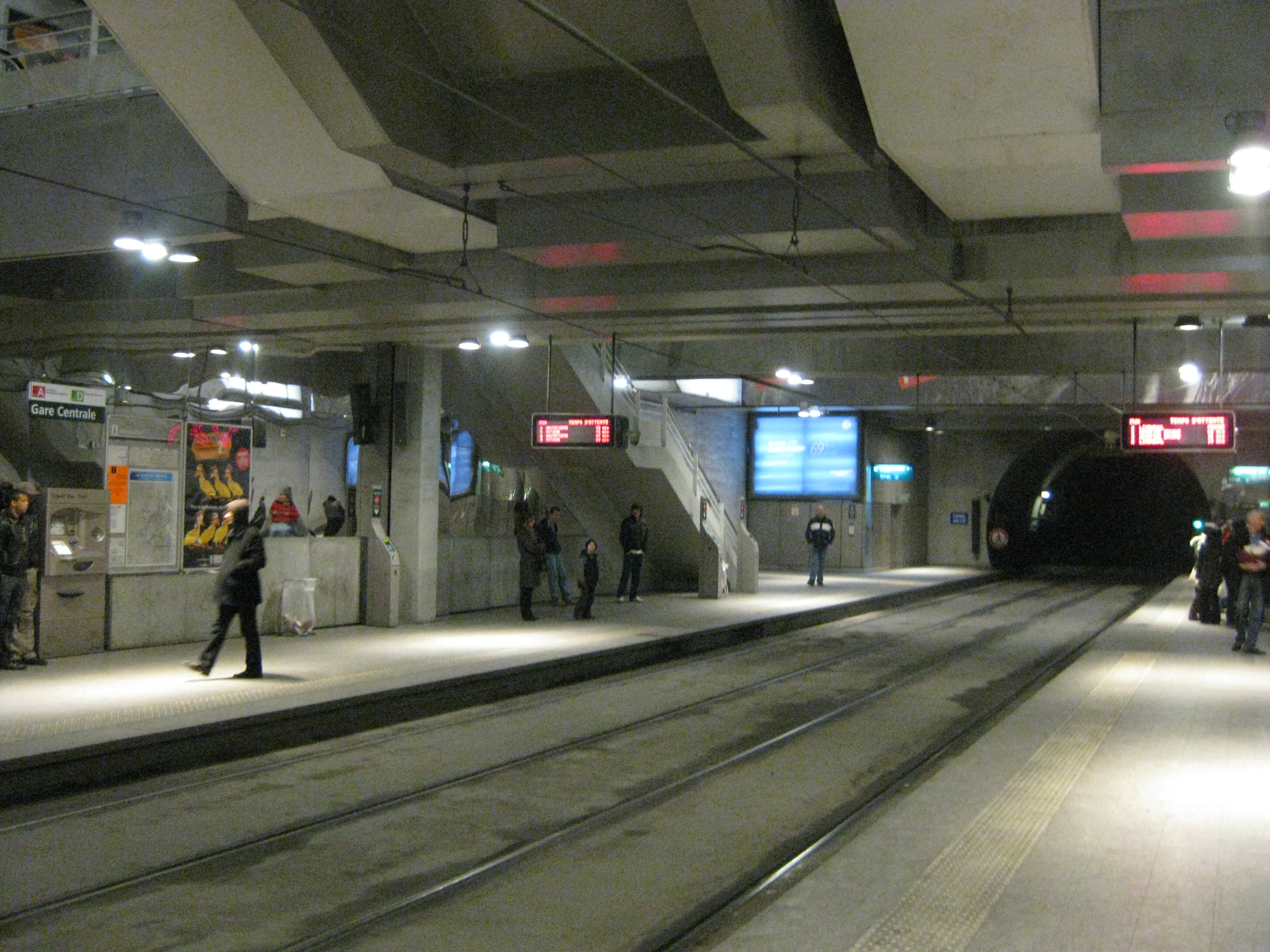
La station souterraine Gare Centrale du tramway de Strasbourg.

Une station de tramway est un point d'arrêt sur un réseau de tramway. Elle est l'équivalent du terme de gare pour les chemins de fer et d'arrêt pour les autobus et les trolleybus

## Caractéristiques
Un réseau de tramway se caractérise en partie par ses stations « de surface », situées généralement au niveau de la chaussée, par opposition aux stations souterraines ou aériennes d'un métro (néanmoins certains réseaux de tramway possèdent quelques stations souterraines : en France, ceux de Rouen et Lille comptent 5 stations souterraines, Strasbourg et Lyon en comptent 1, Nice en comptent 4 ; en Île-de-France, la station de La Défense (sur le T2) est intégrée dans la gare de la Défense).
Ces stations sont conçues de façon que la voie ferrée se situe entre deux voies de circulation routière ou sur un des côtés de celle-ci. Les quais étant disposés de chaque côté de chacune des voies ferrées (quai latéral) ou entre celles-ci (quai central).
Elles comportent généralement : 
- un abri avec un ou plusieurs bancs.
- un ou plusieurs panneaux d'information (plans, informations tarifaires, etc.).
- un affichage dynamique d'horaires de passage des rames (avec éventuellement leur destination).
- un ou plusieurs distributeur de titres de transport.
- un ou plusieurs panneaux éclairés ou non, visibles à longue distance, où figurent : le nom de la ligne et celle de la station, accompagné du logo de la société exploitante du réseau.
- un système de sonorisation.

### Articles connexes

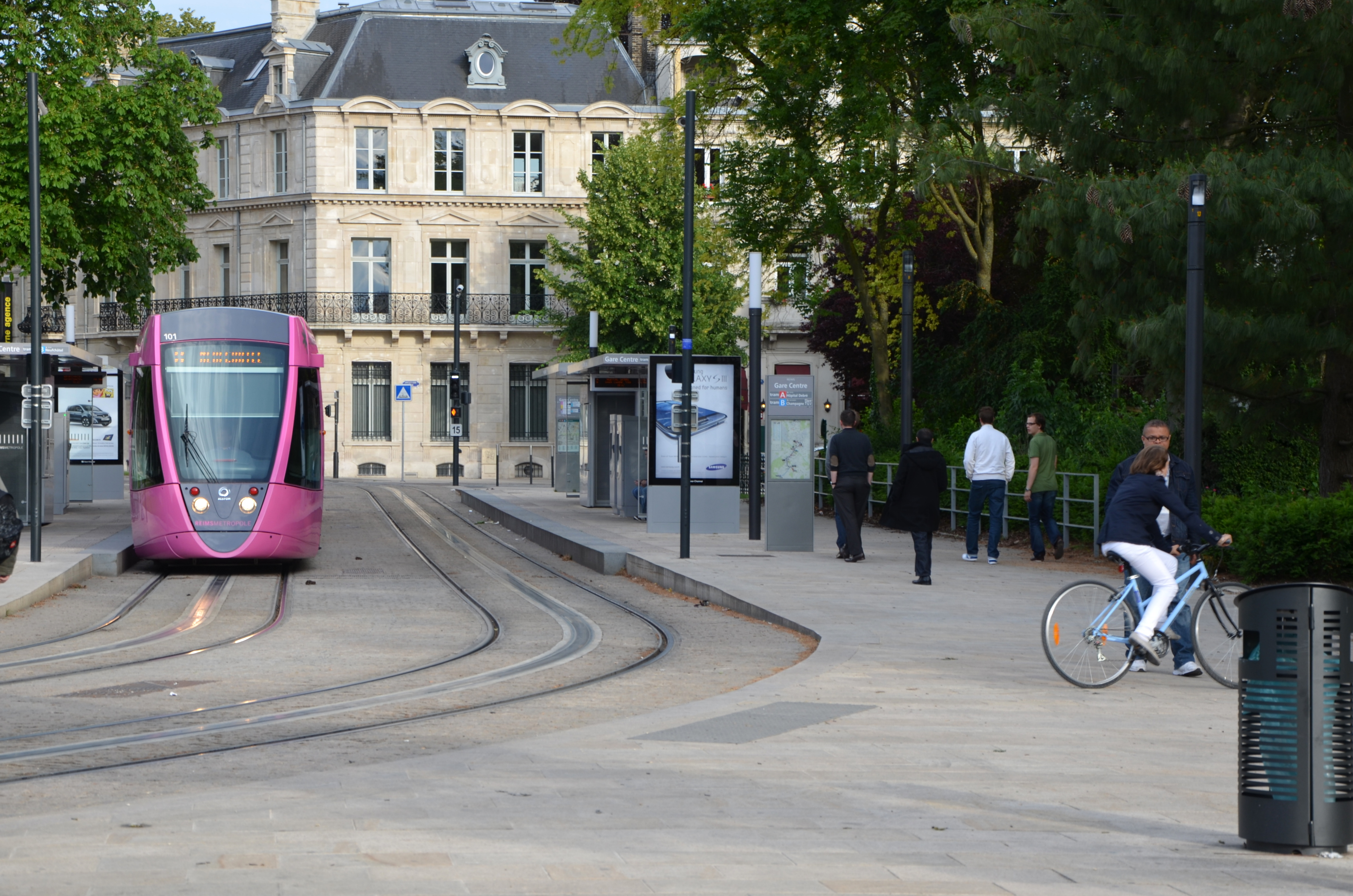
Arrêt de tramways rémoise